# Ikeja
Ikeja és un suburbi de la ciutat de Lagos i la capital de l'Estat de Lagos, sent també una de les 774 àrees de govern local (autoritats administratives locals) de Nigèria. L'Aeroport Internacional Murtala Muhammed es troba allí. Abans de l'aparició del règim militar a principis de 1980, Ikeja era un lloc ben planificat, un entorn residencial net i tranquil amb centres comercials, centres sanitaris i àrees de reserva del govern. La LGA tenia una població (cens del 2006) de 313.196 habitants.

## Història
Ikeja va ser fundada per un caçador anomenat Awori Akeja Onigorun. Fins al dia d'avui, la majoria dels residents a Ikeja són del grup awori, un subgrup ioruba.
Johnson Solanke Tomori és un personatge important en la història de Ikeja. Va contribuir en tots els aspectes soci - culturals d'Ikeja, Agidingbi, Oregun, Alausa, Ojodu, i tots els suburbis de Ikeja. Les seves aportacions es remunten a 1965, quan va portar un major nivell de consciència social a Ikeja.

## Comunitats
Algunes comunitats de la zona són:
- Oregun
- Ojodu
- Opebi
- Akiode
- Alausa
- Agidingbi
- Ikeja
- Ogba

## Computer Village
És el lloc de venda de computadores, un lloc no planificat, desorganitzat, en un entorn comercial insegur i de mercat, on tots els tipus d'ordinadors, perifèrics i telèfons mòbils es venen. Gairebé tots els equips utilitzats a Nigèria s'han comprat allí. No obstant això, la constant presència al carrer de delinqüents sense escrúpols ha fet que l'ambient no només sigui perillós, sinó caòtic.

## Problemes
Una tremenda explosió en la caserna de l'exèrcit a Lagos, el 27 de gener de 2002 va causar incendis. Moltes de les persones es van ofegar en un canal quan un pont es va esfondrar durant l'estampida. El nombre de morts oficials fou de sis-centes persones. No obstant gran part de Ikeja es va mantenir intacta.
Es va crear un fons per proporcionar habitatge a les persones desplaçades en la tragèdia. El govern va donar aliments, roba, habitatge i atenció sanitaria. El nombre oficial de desplaçats es va establir en uns vint mil.
Ikeja, igual que altres suburbis, ha sofert d'abandó per la falta de planificació i desorganització excessiva de les activitats comercials (que inclouen el comerç de carrer).